# Constantin Marselis
Constantin (hollandsk: Constantijn) lensbaron Marselis (født 28. november 1647 i Amsterdam, død 16. juni 1699 på Constantinsborg) var en dansk godsejer, Han var søn af Gabriel Marselis og Isabeau van Straaten. Han modtog privatundervisning, men da han var 14 år blev han optaget på universitetet i Leiden, hvor han tilbragte tre år, inden han i 1664 sammen med sin bror Vilhelm Güldencrone blev sendt på dannelsesrejse rundt i Europa, som det var kutyme i de højere kredse.
I 1667 indfandt de begge sig efter Frederik III's ønske i Danmark for personlig at overtage de dem efter deres fader Gabriel Marselis tilfaldne danske godser Havreballegård og Stadsgård, som var i faldefærdig stand, da faderen koncentrerede sig om sine forretninger i Holland. Samtidig udnævntes begge til hofjunkere og 1668 til kammerjunkere. Efter kongens død tog Marselis ophold på sin gård Stadsgård.
Han blev gift 6. april 1670 med Sophie Elisabeth Charisius (8. oktober 1647 i København – 21. maj 1706 i København), datter af amtmand Peder Charisius.
Da Havreballegård nærmest var en ruin efter forskellige krige med svenskerne, valgte ægteparret at bosætte sig på Stadsgård, hvornår vides ikke med bestemthed, men ombygningen stod færdig i 1677, og gården blev omdøbt til Constantinsborg, opkaldt efter ham selv. 1680 optoges han i friherrestanden, samtidig med at hans hovedgård Havreballegård erigeredes til baroniet Marselisborg. Da Marselis døde barnløs i 1699, blev baroniet Marselisborg atter kronens ejendom.
Constantin Marselis blev begravet i Viby Kirke ved Aarhus. 1702 købte hans enke det nordre tårnkapel i Aarhus Domkirke og fik det indrettet som gravkapel for Constantin Marselis, sig selv og sin anden ægtemand, Peter Rodsteen. Kapellet stod færdigt i 1706, og Constantin Marselis blev overflyttet hertil fra Viby Kirke. I kapellet findes et rigt udsmykket epitafium udført 1703-04 af Thomas Quellinus. Kapellet er i dag offentligt tilgængeligt.